# Сезьки (зупинний пункт)
Сезьки— пасажирський залізничний зупинний пункт Полтавської дирекції Південної залізниці. Код ЕСР: 429068. Код Экспресс-3/UIC: 2204733.
Розташований на лінії Курінь — Прилуки між станцією Августівський (3 км) та роз'їздом Коломійцеве (3 км). Знаходиться між селами Сезьки та Гейці Ічнянського району Чернігівської області.
Відкрита між 1962 та 1986 роками.
Станом на березень 2020 року щодня три пари дизель-потягів прямують за напрямком Бахмач-Пасажирський/Варварівський — Прилуки. 
До 28 липня 2023 року - 720 км.